# پیمان دانکرک
پیمان دانکرک (به انگلیسی: Treaty of Dunkirk) در تاریخ ۴ مارس ۱۹۴۷ بین دو کشور فرانسه و بریتانیا در شهر دانکرک به عنوان پیمانی برای اتحاد و کمک متقابل علیه حمله احتمالی آلمان در پی جنگ جهانی دوم امضا شد. این پیمان در ۸ سپتامبر ۱۹۴۷ شروع به کار کرد و طبق ماده شش بند دو برای مدت پنجاه سال در قوت خود باقی ماند.

به گفته مارک تراشتنبرگ تهدید آلمان بهانه‌ای برای دفاع در برابر اتحاد جماهیر شوروی سوسیالیستی بود.

این پیمان پیش از پیمان بروکسل در سال ۱۹۴۸ بود که اتحادیه غربی را با حضور بلژیک، فرانسه، لوکزامبورگ، هلند و بریتانیا ایجاد کرد. ایجاد اتحادیه اروپای غربی در سال ۱۹۵۵ پس از لازم‌الاجرا شدن پیمان بروکسل در سال ۱۹۵۴ قطعی شد.